# 泰國地毯國際股份
泰國地毯國際股份有限公司，簡稱泰國地毯國際股份或泰國地毯國際（英語：Carpets International Thailand Public Company Limited），由太平地氈國際有限公司旗下公司，1980年在泰國成立，總部位於曼谷市。
主要經營、生產及銷售各類地毯產品，曾在泰國證券交易所上市，但已私有化。

## 連結
- carpetsinter.com （页面存档备份，存于）